# Musca liberia
Musca liberia este o specie de muște din genul Musca, familia Muscidae, descrisă de John Otterbein Snyder în anul 1951. Conform Catalogue of Life specia Musca liberia nu are subspecii cunoscute.